# Dominus Iesus
Dominus Iesus (Latijn voor Jezus de Heer) is een verklaring van de Congregatie voor de Geloofsleer met als ondertitel Over de uniciteit en heilbrengende universaliteit van Jezus Christus en de Kerk.  De verklaring werd door paus Johannes Paulus II goedgekeurd en gepubliceerd op 6 augustus 2000.
73 gerenommeerde theologen uit 15 landen, onder wie Hans Küng, Jon Sobrino, Leonardo Boff en Joan Botam i Casals ondertekenden een manifest tegen dit document omdat het in hun ogen meer overeenkomsten met de integristische Syllabus Errorum van paus Pius IX dan met de besluiten van het Tweede Vaticaans Concilie vertoonde. Ze klaagden aan dat het pauselijke document voor andere godsdiensten beledigend was.